# José Gutiérrez Román

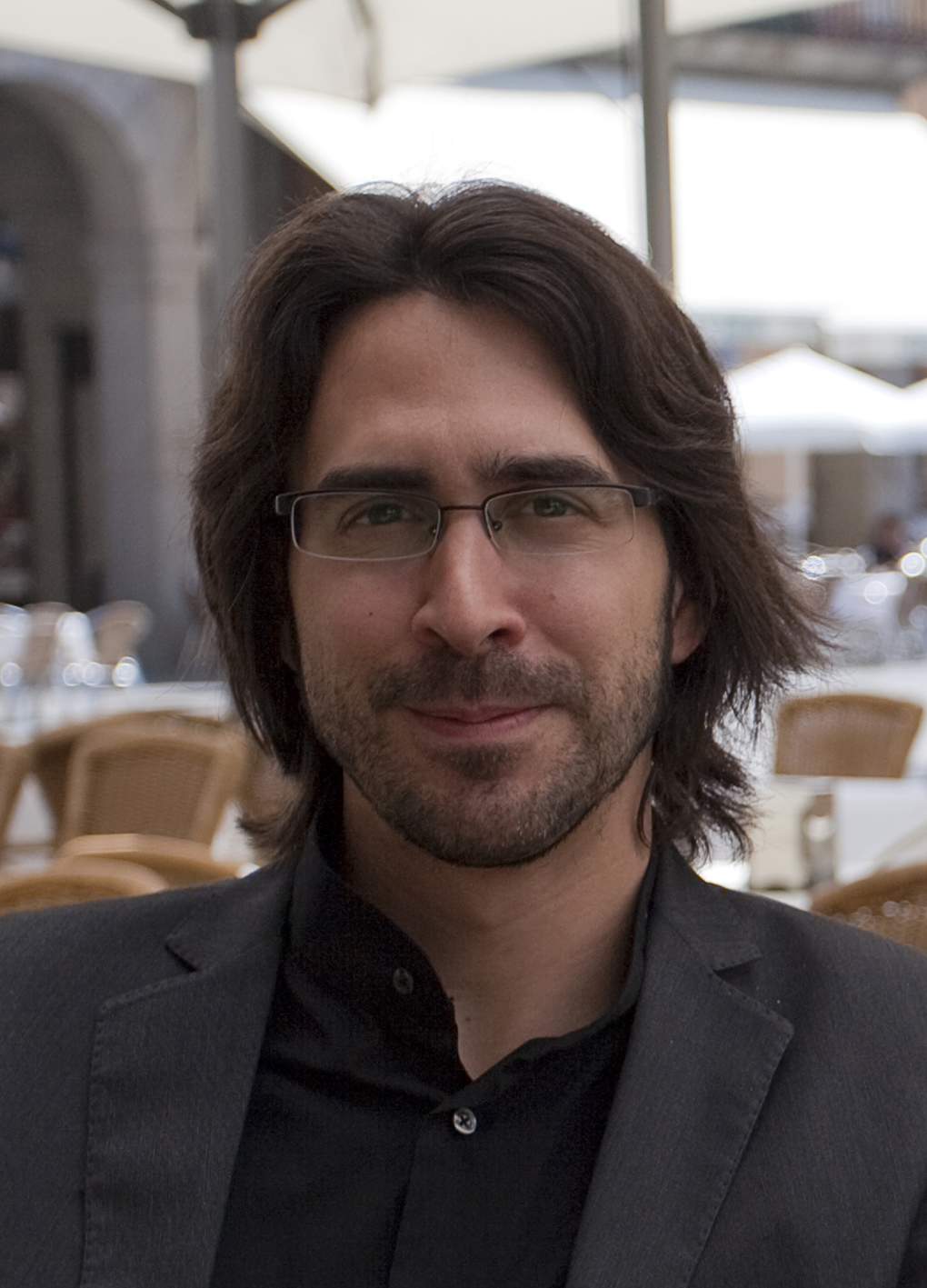
José Gutiérrez Román (2012). Fotografía de Asís G. Ayerbe.

José Gutiérrez Román (Burgos, 1977) es un poeta  y narrador español en lengua castellana, ganador en 2010 del Premio Adonáis de poesía.

## Biografía
Nació en Burgos. Su infancia transcurrió en el barrio de San Cristóbal y luego en el de Gamonal. Hizo el bachillerato en el Instituto Diego Porcelos y se licenció en Pedagogía por la Universidad de Burgos. Trabaja como cuidador de personas con discapacidad, circunstancia que se refleja en alguna de sus obras.
Su poesía se caracteriza por la ironía, por la meditación sobre el oficio de poeta, la crítica social y por su carácter narrativo, sustentado sobre anécdotas personales. En ella se ven ecos de poetas como Luis Alberto de Cuenca, Javier Salvago, Jon Juaristi, Ramón Irigoyen, Antonio Praena, Juan Antonio González Iglesias o Jaime Gil de Biedma.
Su libro de cuentos La vida en inglés muestra influencias de la literatura de Roberto Bolaño.
Algunos de sus poemas y cuentos están recogidos en diversas revistas como El Extramundi y los papeles de Iria Flavia, Calamar, Fábula, Luzdegás, Entelequia o Mirlo. Fue crítico literario en La tormenta en un vaso. Obtuvo la beca Valle Inclán del Ministerio de Asuntos Exteriores para residir en la Academia de España en Roma. Entre otros muchos festivales y recitales, participó como poeta emergente en Cosmopoética de Córdoba (2008) y fue el poeta invitado de la VII Lectura literaria en recuerdo de Jorge Villalmanzo (2018) de Burgos.
Su obra aparece en diversas antologías.

## Obra

### Obra poética
- Horarios de ausencia (2001).
- Alguien dijo tu nombre (2005).
- Los pies del horizonte. Madrid: Rialp, 2011.[2]
- Todo un temblor. Sevilla: La isla de Siltolá, 2018.[5][11]
- Material de contrabando. Valladolid: Difácil, 2020.[12] Aunque publicado tras Todo un temblor, su escritura es anterior a la de este poemario.[13][14]

### Obra narrativa
- La vida en inglés. Burgos: Los duelistas, 2008.
- El equilibrio de los flamencos. Valladolid: Junta de Castilla y León, 2006.

## Antologías
- Cano Vidal, Borja; López Souto Noelia (eds): De la intimidad. Antología poética en homenaje a Teresa de Jesús. Año jubilar teresiano en Alba de Tormes, 2017-2018. Prólogo: Juan Antonio González Iglesias. Sevilla: Renacimiento, 2019. Su poema «La riada» recrea la llegada de santa Teresa de Jesús a Burgos, en mitad de una tormenta, para hacer la que sería la última de las fundaciones de su vida.[15]
- Poesía en el Camino. Antología poética (2011-2014). Isaac Rilova (coordinador e introducción), Óscar Esquivias (prólogo). Burgos: Real Academia Burgense de Historia y Bellas Artes, Institución Fernán González, 2015.[16]
- Roma aún es Roma/Roma ancora è Roma. Roma: Real Academia de España, 2007.
- Jóvenes poetas españoles. Antólogo: Ricardo Venegas. La Jornada Semanal n.º 622, 4 de febrero de 2007.
- Aquí llama primera del XXI. Cuadernos de Poesía Telira, 2004.
- Poesía joven de España: México: revista Mala Vida, 2003.
- Con voz propia II. Poetas de Burgos. Burgos: Dossoles-Caja de Burgos, 2003.
- Feria del libre. Editor: José Luis Charcán. Burgos: Instituto Municipal de Cultura, 2002.

## Galardones
- Premio Letras jóvenes de Castilla y León 2000, 2004 y 2005
- Premio Adonáis de Poesía 2010.